# نیکولا راشن
نیکولا راشن (سیریلیک صربی: Никола Рађен؛ زادهٔ ۲۹ ژانویهٔ ۱۹۸۵) بازیکن واترپلو اهل صربستان است.